# Serrolândia
Serrolândia là một đô thị thuộc bang Bahia, Brasil. Đô thị này có diện tích 373,762 km², dân số năm 2007 là 12085 người, mật độ 32,3 người/km².